# Sách Rút
Rút (theo cách gọi của Công giáo) hoặc Ru-tơ (theo cách gọi của Tin lành) là một sách thuộc Tanakh (Kinh thánh Do Thái) và Cựu Ước. Đây là một sách khá ngắn, chỉ bao gồm bốn chương. Sách này kể chuyện về bà Rút. Bà là một phụ nữ ngoại bang gốc Môáp (Moab) lấy chồng là một người Do Thái, nhưng ông này chết sớm. Đặt niềm tin vào Thiên Chúa của gia đình nhà chồng, bà Rút quyết định theo mẹ chồng về Palestine. Sau này, bà trở thành bà cố nội của vua David của Israel.

## Liên Kết
- Trích dẫn liên quan tới Sách Rutơ tại Wikiquote
- Tác phẩm liên quan đến Ru-tơ tại Wikisource
- SÁCH RÚT (Nhóm Phiên dịch CGKPV) - Ủy ban Kinh Thánh, Hội đồng Giám mục Việt Nam
- Sách Ru-tơ - Thư Viện Tin Lành.